# Frans Eggenkamp
Frans Eggenkamp (Eindhoven, 23 maart 1944) is een Nederlands voormalig voetballer die als verdediger speelde.
Eggenkamp kwam op tweejarige leeftijd in Oss te wonen waar hij bij SV TOP met voetballen begon. Eind 1968 werd hij door N.E.C. gecontracteerd en hij speelde tot medio 1974 in totaal 141 competitiewedstrijden. Daarna keerde hij terug bij TOP. Daarna ging hij in het amateurvoetbal trainen bij onder meer SV Ruwaard en TOP.